# شهرستان پرولتارسکی (استان روستوف)
شهرستان پرولتارسکی (به لاتین: Proletarsky District) یک شهرستان در روسیه است که در استان روستوف واقع شده‌است.